# Vrchteplá
Vrchteplá (hongrois : Felsőhéve) est un village de Slovaquie situé dans la région de Trenčín.

## Histoire
La première mention écrite du village date de 1430.

## Démographie

### Évolution de la population
| Année:               | 1994. | 2004.   | 2014.   | 2024.   |
| -------------------- | ----- | ------- | ------- | ------- |
| Nombre de personnes: | 260   | 256     | 272     | 248     |
| Différence:          |       | -1,53 % | +6,25 % | -8,82 % |

| Année:               | 2023. | 2024.   |
| -------------------- | ----- | ------- |
| Nombre de personnes: | 244   | 248     |
| Différence:          |       | +1,63 % |